# Zamora (stacja kolejowa)
Zamora – stacja kolejowa w Zamorze, w regionie Kastylia i León, w prowincji Zamora, w Hiszpanii. Znajduje się w dzielnicy Las Viñas, około 600 metrów od Avenida de Las Tres Cruces. Obecnie w modernizacji jest dworzec zbudowany w 1935. ADIF projektuje linię kolejową dużych prędkości AVE, która pozwoli na lepsze wykorzystanie dworca i utworzenie centrum komunikacyjnego. Przewiduje się budowę centrum handlowego sieci Vialia dołączonego do stacji.